# يوزيف جاسبر
يوزيف جاسبر (بالمجرية: Gáspár József)‏ هو مدرب كرة قدم ولاعب كرة قدم مجري في مركز حراسة المرمى، ولد في 28 يونيو 1955 في بودابست في المجر. لعب مع نادي بودابست.

## وصلات خارجية
- يوزيف جاسبر على موقع قاعدة بيانات كرة القدم.إي يو (الإنجليزية)
- يوزيف جاسبر على موقع ناشيونال فوتبول تيمز (الإنجليزية)